# خنفساء الهليون المرقطة
خنفساء الهليون المرقطة أو خنفساء الهلْيَوْن المبقعة (الاسم العلمي: Crioceris duodecimpunctata)، نوع من خنفساء الهليون وفصيلة خنافس الأوراق. يتراوح طولها من 5 إلى 6.5 مليمتر.